# Tardets-Sorholus
Tardets-Sorholus (tiếng Basque: Atharratze-Sorholüze) là một xã thuộc tỉnh Pyrénées-Atlantiques trong vùng Nouvelle-Aquitaine miền tây nam nước Pháp.